# کاپلا سانسه‌ورو

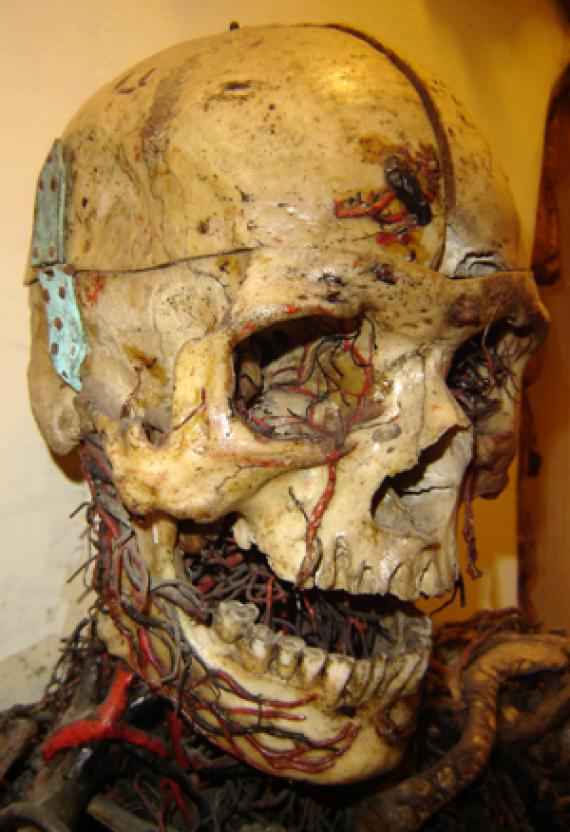
مدلی از جمجمهٔ یک مرد

کاپلا سانسه‌وِرو (ایتالیایی: Cappella Sansevero) با نامِ کامل کاپلا سانسه‌وِرو دِ سانگری یا پیه‌تاتلا یک نمازخانه و کلیسای کوچک در شهر ناپل ایتالیا است که در خیابان فرانچسکو دِ سانکتیس واقع شده‌است. علت شهرت این کلیسا، آثار روکوکو از برخی هنرمندان برجسته و پیشگام ایتالیایی در قرن ۱۸ میلادی است.
این کلیسا در سال ۱۵۹۰ میلادی ساخته شده‌است و در آن تندیس‌های مشهوری در هنرمندان بزرگ ایتالیا وجود دارد. این کلیسا یک نمایشگاه کالبدشناسی هم دارد که در آن نمونه‌های قدیمی از پلاستینه کردن دیده می‌شود.

## نگارخانه

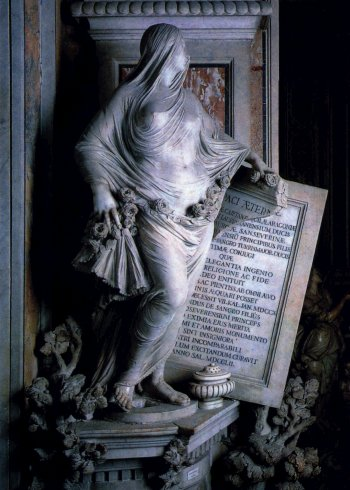
آنتونیو کورادینی، فروتنی (۱۷۵۲)
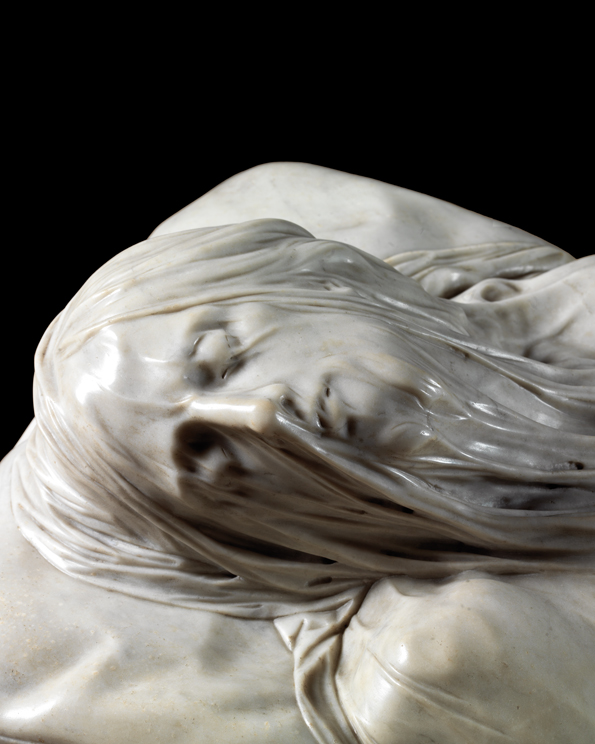
جوزپه سانمارتینو، مسیح در لفافه (۱۷۵۳)
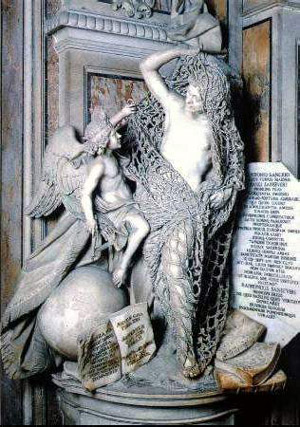
فرانچسکو کوئیرولو،
رهایی از نیرنگ (۱۷۵۳–۱۷۵۴)